# Monti Aurunci
Monti Aurunci je menší pohoří ve středozápadní Itálii, v Laziu, při pobřeží Tyrhénského moře. Je součástí Lazijských Antiapenin. Nejvyšší hora Monte Petrella má 1 533 m. Pohoří je tvořené vápencem. Pod pohořím na pobřeží Tyrhénského moře leží města Formia a Gaeta. Řím se nachází přibližně 120 km severozápadně, Neapol 80 km jihovýchodně.